# Peter Mankoč
Peter Mankoč (Lubiana, 4 luglio 1978) è un ex nuotatore sloveno.
Specializzato nei misti, ha partecipato a 5 Olimpiadi: Atlanta 1996, Sydney 2000 e Atene 2004, Pechino 2008 e Londra 2012. Ha vinto nove titoli consecutivi nei 100 m misti agli Europei di nuoto in vasca corta.

## Palmarès
- Mondiali in vasca corta

Mosca 2002: oro nei 100m misti e argento nei 200m misti.
Indianapolis 2004: oro nei 100m misti e bronzo nei 100m farfalla.
Shanghai 2006: argento nei 100m misti.
Manchester 2008: oro nei 100m farfalla e argento nei 100m misti.
- Europei

Eindhoven 2008: argento nei 100m farfalla.
- Europei in vasca corta

Lisbona 1999: argento nei 100m misti.
Valencia 2000: oro nei 100m misti e bronzo nei 200m misti.
Anversa 2001: oro nei 100m misti e nei 200m misti e bronzo nei 50m dorso.
Riesa 2002: oro nei 100m misti e bronzo nei 200m misti.
Dublino 2003: oro nei 100m misti e bronzo nei 200m misti.
Vienna 2004: oro nei 100m misti.
Trieste 2005: oro nei 100m misti e bronzo nei 100m farfalla.
Helsinki 2006: oro nei 100m misti e argento nei 100m farfalla.
Debrecen 2007: oro nei 100m misti e bronzo nei 100m farfalla.
Fiume 2008: oro nei 100m misti.
Istanbul 2009: argento nei 100m farfalla e bronzo nei 100m misti.
Eindhoven 2010: argento nei 100m misti e bronzo nei 100m farfalla.
Stettino 2011: oro nei 100m misti.
Chartres 2012: argento nei 100m misti e nella 4x50m misti mista.
- Giochi del Mediterraneo

Tunisi 2001: oro nei 200m misti e argento nei 100m sl.
Almerìa 2005: oro nei 100m farfalla e nella 4x100m misti.
Pescara 2009: bronzo nei 100m farfalla.
- Universiadi

Pechino 2001: bronzo nei 200m misti.
Daegu 2003: argento nei 50m sl e nei 200m sl.